# USS 마이클 머피

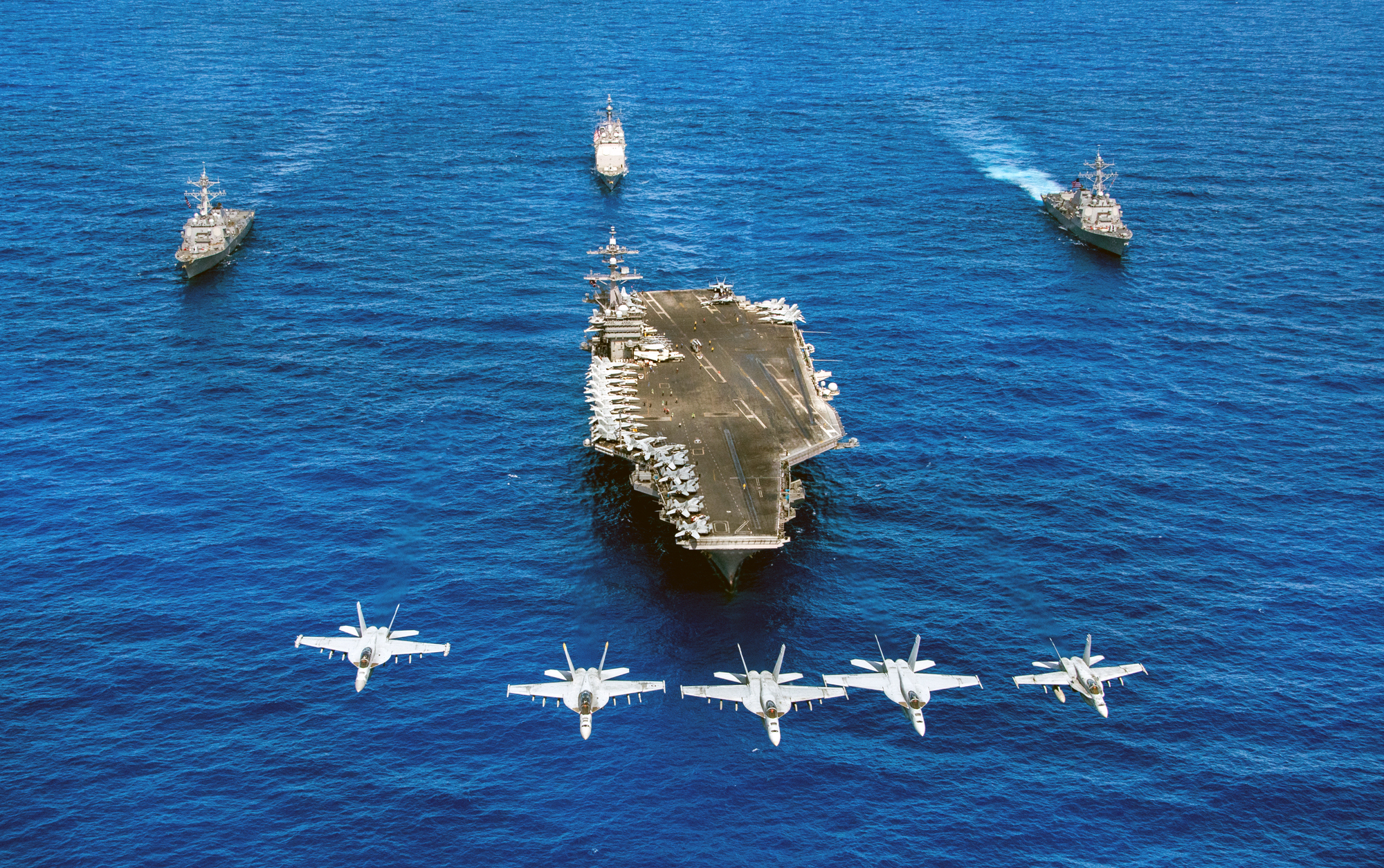
USS 칼 빈슨 (CVN-70) 항공모함의 좌측이 마이클 머피함

USS 마이클 머피 (DDG-112)는 미국 해군의 알레이버크급 이지스 구축함의 62번째 함정이다.

## 역사
네이비실 마이클 P. 머피 대위의 이름을 사용했다. 마이클 P. 머피 대위는 1976년생으로 아프가니스탄 전쟁 (2001년~2021년)에 참전하여 2005년 전사했다. 월남전 이후로 미국 해군의 첫번째 명예훈장 수훈자이다.
2002년 주문하여 2010년 기공식, 2011년 진수식, 2012년 취역식을 가졌다.
2017년 3월, 한미연합훈련인 독수리 훈련에 참가차 USS 칼 빈슨 (CVN-70) 항모전단이 한국을 방문했다. 이지스 구축함인 USS 마이클 머피 (DDG-112)호와 웨인메이어호, 미사일 순양함 USS 레이크 챔플레인 (CG-57)호 등이 칼빈슨호를 호위한다.
2017년 10월 말 서부 캘리포니아주 남부 해상에서 F-35C의 주야간 이착륙훈련을 성공적으로 수행, 적 방공망 내에서도 장거리 정밀 타격 능력을 입증했다. 이착륙훈련 직후 다시 3주간의 유지훈련(SUSTEX)을 했다. USS 칼 빈슨 (CVN-70)이 이끄는 항모전단은 또 이지스 유도미사일 구축함 '웨인 E 마이어'와 USS 마이클 머피 (DDG-112), 유도미사일 순양함 USS 레이크 챔플레인 (CG-57) 등 전투함과 제2 항모항공단 소속 9개 비행전대 등으로 구성돼 막강한 전력을 자랑한다.
2018년 1월 6일, 미국 제3함대의 항공모함 칼 빈슨이 모항인 샌디에이고를 출항했다. 2018년 2월 9일부터 2월 25일까지 열리는 한국의 평창 올림픽의 안전 유지를 위해 미국 제7함대에 배속된다. 칼 빈슨의 경우 승조 병력만 6,000명 이상에 전투기, 전자전기, 초계기 등 70대 이상의 항공기로 구성된 항모 전투비행단이 배속되어 있다. 이지스 순양함 USS 레이크 챔플레인 (CG-57), 이지스 구축함 웨인 메이어와 USS 마이클 머피 (DDG-112)함이 호위하며 항모강습단을 구성한다. 수중에서는 핵 잠수함이 뒤따른다. 현재 일본 요코스카 해군기지의 미국 제7함대에는 USS 로널드 레이건 (CVN-76) 항모강습단이 있는데, 항모 2척이 배치될 것이다.